# Eurovision Song Contest 1975
Eurovision Song Contest 1975 là cuộc thi Ca khúc truyền hình châu Âu thứ 18. Cuộc thi diễn ra ở thành phố Stockholm, thủ đô của Thụy Điển.

## Chung kết
| STT | Quốc gia    | Ngôn ngữ          | Nghệ sĩ            | Bài hát                          | Vị trí | Điểm số |
| --- | ----------- | ----------------- | ------------------ | -------------------------------- | ------ | ------- |
| 01  | Hà Lan      | Tiếng Anh         | Teach-In           | "Ding-a-dong"                    | 1      | 152     |
| 02  | Ireland     | Tiếng Anh         | The Swarbriggs     | "That's What Friends Are For"    | 9      | 68      |
| 03  | Pháp        | Tiếng Pháp        | Nicole Rieu        | "Et bonjour à toi l'artiste"     | 4      | 91      |
| 04  | Đức         | Tiếng Đức         | Joy Fleming        | "Ein Lied kann eine Brücke sein" | 17     | 15      |
| 05  | Luxembourg  | Tiếng Pháp        | Geraldine          | "It's Just A Game"               | 5      | 84      |
| 06  | Na Uy       | Tiếng Anh         | Ellen Nikolaysen   | "Touch My Life"                  | 18     | 11      |
| 07  | Thụy Sĩ     | Tiếng Đức         | Mocedades          | "Eres tú"                        | 6      | 77      |
| 08  | Nam Tư      | Tiếng Slovene     | Pepel in Kri       | "Je vais me marier, Marie"       | 13     | 22      |
| 09  | Anh         | Tiếng Anh         | The Shadows        | "Let Me Be The One"              | 2      | 138     |
| 10  | Malta       | Tiếng Anh         | Renato             | "Singing This Song"              | 12     | 32      |
| 11  | Bỉ          | Tiếng Hà Lan      | Ann Christy        | "Gelukkig zijn"                  | 15     | 17      |
| 12  | Israel      | Tiếng Hebrew      | Shlomo Artzi       | "את ואני"                        | 11     | 40      |
| 13  | Thổ Nhĩ Kỳ  | Tiếng Thổ Nhĩ Kỳ  | Semiha Yankı       | "Seninle Bir Dakika"             | 19     | 3       |
| 14  | Monaco      | Tiếng Pháp        | Sophie             | "Une chanson c'est une lettre"   | 14     | 22      |
| 15  | Phần Lan    | Tiếng Anh         | Pihasoittajat      | "Old Man Fiddle"                 | 7      | 74      |
| 16  | Bồ Đào Nha  | Tiếng Bồ Đào Nha  | Duarte Mendes      | "Madrugada"                      | 16     | 16      |
| 17  | Tây Ban Nha | Tiếng Tây Ban Nha | Sergio & Estíbaliz | "Tú volverás"                    | 10     | 53      |
| 18  | Thụy Điển   | Tiếng Anh         | Lasse Berghagen    | "Jennie, Jennie"                 | 8      | 72      |
| 19  | Ý           | Tiếng Ý           | Wess & Dori Ghezzi | "Era"                            | 3      | 115     |